# Котов, Василий Афанасьевич
Василий Афанасьевич Котов (30 июля 1885, Москва — 26 мая 1937, там же) — советский партийный и государственный деятель.

## Биография
Родился в семье почтового работника. Русский. Окончил земскую начальную школу в Верейском уезде. С 13-летнего возраста, осиротев, отправился на обучение в кузнечно-слесарную мастерскую в Москве.
В 1913 году на фабрике Абрикосова, где он работал, избирается уполномоченным больничной кассой. В 1915 году вступил в РСДРП(б).
В 1916 году подвергался аресту, высылке в административном порядке. Февральскую революцию встретил в Ростове-на-Дону, где принимал активное участие в партийной работе и Гражданской войне, вступив в ряды РККА рядовым добровольцем.
С 1917 года вновь в Москве, работал слесарем в мастерских Сокольнического района, затем в партийных органах.
С 1919 по 1925 гг. секретарь Сокольнического райкома партии г. Москвы (с перерывом на 25 февраля — 25 апреля 1921 гг).
В 1925—28 гг. — секретарь Московского комитета ВКП(б).
В 1925—1930 гг. член ЦК ВКП(б), в 1927—1930 — кандидат в члены Оргбюро ЦК ВКП(б).
По ряду принципиальных позиций поддерживал Н. И. Бухарина, А. И. Рыкова и М. П. Томского, за что вместе с первым секретарем МК ВКП(б) Н. А. Углановым снят с занимаемых постов. Делегат нескольких съездов РКП (б).
В 1929—1933 гг. — член коллегии Наркомата труда.
В 1933—35 гг. — заведующий бюро социального страхования ВЦСПС.
С 1935 года — управляющий строительным трестом «Госотделстрой» Наркомата коммунального хозяйства РСФСР.
В сентябре 1936 году арестован, Военной коллегией Верховного суда СССР 25 мая 1937 г. по обвинению в участии в антисоветской террористической организации приговорён к расстрелу, на следующий день расстрелян.
Реабилитирован военной коллегией Верховного суда СССР 25 сентября 1958 г., 7 февраля 1962 г. КПК при ЦК КПСС восстановлен в партии.